# Mathieu da Vinha
Mathieu da Vinha (né le 15 mars 1976 à Argenteuil) est un historien français, Il est l'auteur de plusieurs études ou biographies ayant trait à la vie sous le règne du roi Louis XIV. Ingénieur de recherche, il est directeur du Centre de recherche du château de Versailles.

## Biographie
Après des études à Paris en classes préparatoires littéraires au lycée Paul-Valéry puis au lycée Honoré-de-Balzac, Mathieu da Vinha suit des études d'histoire à l'université Paris-Sorbonne, où il obtient un doctorat d'histoire moderne en 2003. En 2006, il intègre le corps des ingénieurs d'études en sources anciennes, et l'année suivante celui des ingénieurs de recherche en analyse de sources avec le soutien de Béatrix Saule[réf. souhaitée] .
Il est actuellement directeur du Centre de recherche du château de Versailles.
Mathieu da Vinha est le conseiller historique de la série télévisée Versailles, diffusée sur Canal+ à partir de novembre 2015.

## Publications

### Ouvrages
- Les valets de chambre de Louis XIV,  éd. Perrin, coll. « Pour l'Histoire », Paris, juin 2004 ; réédition Le Grand Livre du mois (2005) et  éd. Perrin, coll. « Tempus », 2009
- Louis XIV et Versailles,  éd. Arts Lys/Château de Versailles, Versailles, 2009
- Le Versailles de Louis XIV : le fonctionnement d'une résidence royale au XVIIe siècle,  éd. Perrin, coll. « Pour l'Histoire », Paris, septembre 2009 ; réédition Le Grand Livre du mois et France Loisirs, 2010
- Alexandre Bontemps, Premier valet de chambre de Louis XIV,  éd. Perrin, coll. « Les métiers de Versailles », Paris, octobre 2011
- Au service du roi : dans les coulisses de Versailles, Tallandier, 2015  (ISBN 9791021010048)
- Versailles : enquête historique, Paris, Tallandier, 2015, 256 p. (ISBN 979-10-210-1002-4)

### Copublication
- Versailles pour les Nuls (avec Raphaël Masson), First & Château de Versailles, mars 2011.

### Codirection d'ouvrages
- Les Grandes galeries européennes, XVIIe – XIXe siècles (avec Claire Constans), Centre de recherche du château de Versailles/Éditions de la Maison des sciences de l'homme, coll. « Aulica », 2010
- Cultures de cour, cultures du corps, XIVe – XVIIIe siècles (avec Catherine Lanoë et Bruno Laurioux),  éd. Presses de l'Université Paris-Sorbonne, coll. « Mythes, Critique et Histoire », 2011
- Louis XIV, l'image et le mythe (avec Alexandre Maral et Nicolas Milovanovic), éd. Presses universitaires de Rennes & Centre de recherche du château de Versailles, coll. « Histoire », série « Aulica. L'univers de la cour », 2014
- Versailles : histoire, dictionnaire et anthologie (avec Raphaël Masson), éd. Robert Laffont, coll. « Bouquins », 2015
- (en) Versailles, from Louis XIV to Jeff Koons, introduction de Catherine Pégard, avec la collaboration de Mathieu da Vinha, Assouline, 2020.